# Vlist
Vlist (phát âmⓘ) là một đô thị ở phía tây Hà Lan, trong tỉnh Zuid-Holland. Đô thị này có diện tích 56,52 km² (trong đó 2,73 km² is là diện tích mặt nước) và dân số năm 2004 là 9.803 người.
Ngày 1 tháng 1 năm 1985, các đô thị Haastrecht, Stolwijk, và Vlist đã được hợp nhất để tạo thành đô thị mới, được đặt tên theo sông Vlist.
Đô thị Vlist có các trung tâm dân cư Haastrecht, Stolwijk, và Vlist.

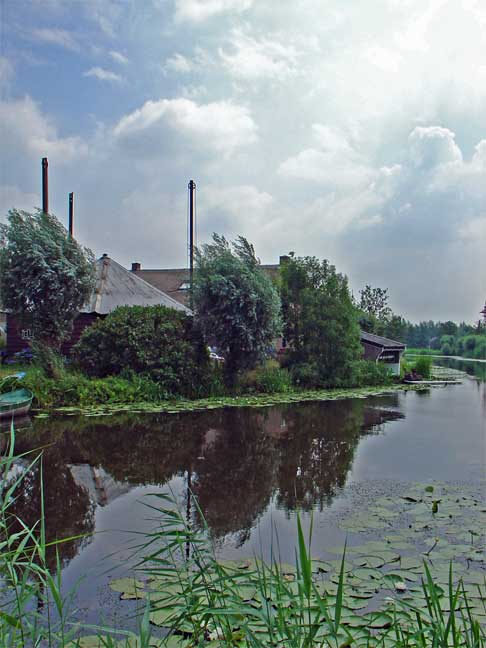
Sông Vlist.